# Bulbophyllum elliottii
Bulbophyllum elliottii là một loài phong lan thuộc chi Bulbophyllum.